# Der Silberkönig, 4. Teil - Rochesterstreet 29
Der Silberkönig, 4. Teil - Rochesterstreet 29 è un film muto del 1921 prodotto e diretto da Erik Lund

## Produzione
Il film fu prodotto dalla Ring-Film GmbH (Berlin) e dalla Delta-Film GmbH (Berlin).

## Distribuzione
Il visto di censura è datato 17 agosto 1921. Il film, distribuito dalla Orbis-Film, uscì nelle sale tedesche con una prima proiezione tenuta a Berlino il 15 settembre.